# Virgin Atlantic GlobalFlyer
Vous lisez un « bon article » labellisé en 2009.
Dimensions
Le Scaled Composites Model 311 Virgin Atlantic GlobalFlyer est un avion, conçu par l'ingénieur Burt Rutan, avec lequel Steve Fossett accomplit un tour du monde en solitaire sans escale et sans ravitaillement en 67 heures 2 minutes et 38 secondes entre le 28 février 2005 et le 3 mars 2005. La vitesse moyenne du vol de 550,78 km/h établit le nouveau record du monde de circumnavigation précédemment détenu par le Rutan Voyager en 9 jours et 3 minutes à la vitesse de 186,11 km/h.
L'avion était la propriété de Steve Fossett, sponsorisé par la compagnie aérienne de Richard Branson, Virgin Atlantic et construit par la société de Burt Rutan, la Scaled Composites.
Entre les 8 et 11 février 2006, Fossett réalisa avec le GlobalFlyer le plus long vol sans escale de l'histoire en parcourant 41 467 km.

## Conception
La genèse de l'idée de cet avion de record remonte à un week-end organisé par Barron Hilton dans son Flying M Ranch au Nevada en 1999. Une douzaine d'invités — tous pilotes — sont présents dont Steve Fossett et Dick Rutan. Ces derniers se mettent alors à parler des plus importants records à battre dans le domaine de l'aviation. Dick fait remarquer que le tour du monde sans escale et sans ravitaillement a déjà été réalisé — par lui et Jeana Yeager en 1986 — mais signale alors à Fossett qu'il peut faire mieux en le faisant en solitaire. Il ajoute même qu'il connaît l'homme parfait pour réaliser l'appareil, son frère Burt.
Burt Rutan montre les premiers dessins d'un avion destiné à effectuer un tour du monde en solitaire à Steve Fossett aux alentours de 1999, mais celui-ci n'accepte le projet, baptisé Capricorn, qu'en décembre 2001. La fabrication de l'appareil débute en septembre 2002 après deux ans de conception pendant lesquels Burt Rutan et Jon Karkow déterminent la configuration de l'appareil. En 2003, il intéresse Richard Branson au projet qui renomme alors l'avion GlobalFlyer. Finalement, le 23 octobre 2003, Fossett et Branson annoncent leur projet de record au Science Museum de Londres, sous la bannière de la compagnie aérienne Virgin Atlantic.
L'avion doit être conçu par Burt Rutan et construit par Scaled Composites mais celui-ci trop occupé par l'Ansari X Prize, confie la conception à son meilleur ingénieur Jon Karkow ; l'aérodynamicien John Roncz est chargé de dessiner les ailes, Joe Ruddy de la structure, Chuck Coleman des systèmes et Bob Morgan du train d'atterrissage,. L'appareil, doté de trois « corps » à la manière d'un trimaran, est dessiné avec l'aide de calculateurs et de logiciels afin de le doter de l'aérodynamique la plus efficiente possible et construit en matériaux composites afin de minimiser sa masse à vide.
Karkow se base alors sur les règles édictées par Louis Breguet au début du XXe siècle, qui décrètent que la distance qu'un avion peut parcourir est déterminée par trois facteurs : le rendement du moteur, la finesse de l'avion et son pourcentage de carburant embarqué. Il commence donc par choisir le moteur en tenant compte du fait que l'appareil doit évoluer à haute altitude pour éviter les turbulences et profiter des courants-jets, et voler suffisamment vite pour que le tour du monde en solitaire se déroule sur une durée suffisamment courte pour rester dans les capacités d'endurance humaines. Son choix se porte tout d'abord sur le turboréacteur Garett F109 qui est aux yeux de Jon Karkow « le plus performant des petits turboréacteurs » et « le moteur parfait pour ce type de mission ». Cependant ce moteur développé pour le jet d'entraînement Fairchild T-46 dont le programme a été abandonné, n'a été produit qu'en peu d'exemplaires et aucun n'est disponible. Il est alors équipé d'un turboréacteur à double flux Williams FJ44-3ATW consommant un carburant spécial (JP-4) dont la température de solidification est plus basse que celle du carburant utilisé par l'aviation civile.
En mai 2002, Burt Rutan envoie à Roncz la forme de base du GlobalFlyer. Malgré l'utilisation de machines et de logiciel spécialement adaptés le calcul de la taille et de la forme à donner aux ailes prend trois mois, mais finalement l'appareil se voit doté d'une finesse de 37. Le troisième paramètre, le pourcentage de carburant à embarquer, est calculé à partir des deux précédents. Ainsi Karkow détermine qu'il faut que 83 % de la masse de l'avion au décollage soit du carburant,. L'appareil doit donc avoir une masse à vide la plus faible possible. Pour réussir celle-ci doit être strictement inférieure à 1 619 kg. Le carburant est réparti dans 13 réservoirs placés dans les ailes et les bidons.
Pour atteindre cette masse, la structure est constituée de fibres de carbone noyées dans une matrice époxy, les ailes utilisant les fibres de carbone les plus résistantes. Ainsi le longeron principal ne pèse que 263 kg. Les ailes et le fuselage comporte le minimum de nervures possible les efforts étant principalement repris par la peau. Celle-ci est constituée d'un sandwich fibre de carbone/époxy sur une âme nid d'abeille en aramide,, d'une épaisseur de 12,7 mm pour les ailes et 9,5 mm pour le fuselage. Aucune mesure n'est épargnée pour réduire la masse de l'avion, ainsi même les marges de sécurité sont réduites, il ne pourra donc pas encaisser de facteur de charge supérieur à 3 g à pleine charge. Dans la même optique de réduction de masse, les surfaces de contrôle ne sont constituées que de deux plis de fibres de carbone au lieu de quatre et les nervures sont remplacées par des renforts en mousse. Les ailerons sont par ailleurs divisés en six parties pour éviter qu'ils ne se bloquent lorsque l'avion est à pleine charge,. Finalement le seul élément métallique de l'avion, à l'exception du moteur et de l'avionique, est le train d'atterrissage en aluminium. La peinture et le primaire appliqués sur l'appareil pour le protéger des rayons ultraviolets sont appliqués en couche très fine (0,06 mm) ne pesant que 10,4 kg.
Le cockpit est pressurisé — condition indispensable pour voler à haute altitude — et sa longueur est réduite au minimum, ne faisant que 2,1 m. Il est en outre équipé d'un pilote automatique chargé de maintenir l'altitude et la vitesse et de suivre un cap. Les contrôles de vol sont actionnés mécaniquement et compensés électriquement. Son train d'atterrissage sort par gravité et se rétracte grâce à un système pneumatique. L'appareil est dépourvu de système de dégivrage, de système de détection et d'extinction d'incendie ni de système de secours pour descendre le train d'atterrissage, et ne supporte pas les turbulences, notamment dans la phase de montée, où il est le plus lourd, ce qui le contraint à voler dans des conditions météorologiques très strictes. Enfin, pour ralentir, le GlobalFlyer est équipé de parachutes.
L'avion est officiellement présenté à Mojave en Californie le 8 janvier 2004 par le PDG de Virgin Atlantic, Richard Branson en compagnie de Steve Fossett et Burt Rutan. L'appareil effectue son premier vol, d'une durée d'une heure et demie le 5 mars 2004, aux mains de l'ingénieur en chef Jon Karkow qui monte l'appareil à 3 650 m pour vérifier la bonne tenue de l'appareil dans les turbulences, et ainsi vérifier que la GlobalFlyer n'a pas les mêmes défauts que le Voyager (problèmes d'instabilité et d'aéroélasticité). Il s'ensuit une batterie de tests, Jon Karkow, les pilotes d'essais et Fossett effectuent en tout 24 vols d'essais dont certains de longue durée afin de vérifier la fiabilité de l'appareil.

## Premier vol en solitaire autour du monde sans escale ni ravitaillement

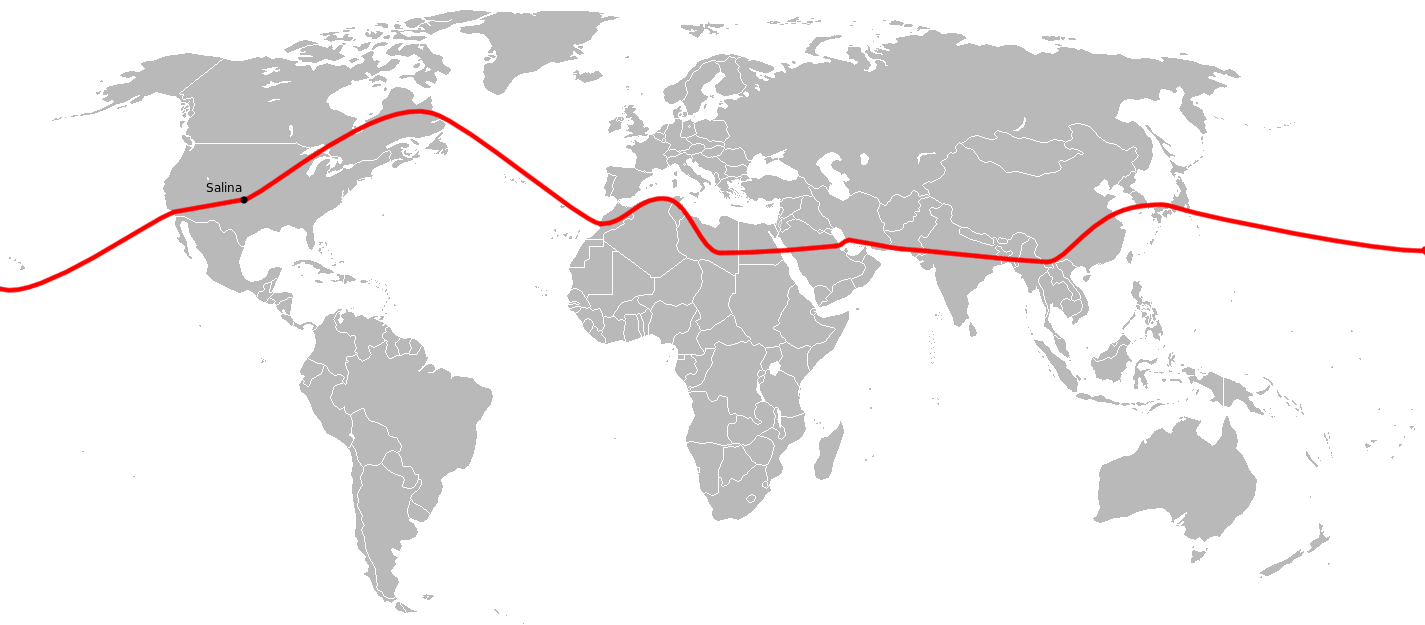
Trajet du 28 février au 3 mars 2005.

À l'origine, ce vol autour du monde est prévu pour avril 2004, cependant il est repoussé à une date ultérieure au 4 janvier 2005 — saison où les courants-jets sont le plus fort dans l'hémisphère nord permettant ainsi d'économiser du carburant. Entre-temps se pose la question du point de départ de l'appareil. Celui-ci doit avoir une piste d'au moins 3 400 m de long et être située à une altitude inférieure à 915 m. Quatre pistes sont envisagées : Austin (Texas), Lincoln (Nebraska), Salina (Kansas) et Wichita Falls (Texas). Le choix de Salina comme piste de départ et d'arrivée du record est annoncé le 3 décembre 2004 de même que le site de contrôle de la mission, situé au College of Technology and Aviation de l'université du Kansas.
Après plusieurs vols d'essais du GlobalFlyer, effectués par des pilotes d'essais de Scaled Composites et Steve Fossett, à Mojave en Californie, l'avion est transporté en janvier 2005 à Salina, où la piste fait 3 750 m de long. Pour ce vol, Fossett est le pilote principal tandis que Branson fait office de pilote de réserve. Pour que le record soit homologué par la Fédération aéronautique internationale, l'appareil doit traverser tous les méridiens et venir atterrir à l'endroit d'où il a décollé, en parcourant au moins 36 587,559 km, distance équivalente à la longueur du tropique du Cancer.
La tentative de record est tout d'abord prévue pour le 8 février, mais les conditions météorologiques n'étant pas optimales le vol est reporté. Après avoir parcouru 2 440 m, l'appareil décolle enfin de Salina au Kansas le 28 février 2005 à 18h47, UTC-6 avec Steve Fossett aux commandes. Il fait cap à l'est. Alors qu'il survole le Canada et après seulement trois heures de vol, sa tentative de record est compromise. En effet, le système de navigation par satellite tombe en panne ; ce n'est que trois heures plus tard que le problème est résolu — le système continuait à rechercher le signal WAAS améliorant les performances du GPS mais ne fonctionnant que sur le territoire américain. Le GlobalFlyer poursuit alors sa route au-dessus de l'Atlantique nord et atteint son altitude de croisière de 13 700 m à l'ouest du Maroc après 13 heures de vol alors qu'il n'aurait dû l'atteindre qu'au-dessus de l'Arabie saoudite. Cette surprise est mise sur le compte de performances supérieures à celles attendues. En fait, cet écart est dû à une perte de 1 406 kg de carburant causée par l'insuffisance d'aération dans les réservoirs des poutres dont l'expansion de l'air a refoulé le carburant dans les réservoirs d'ailes et dans les vannes de décharge. Pendant le vol, Steve Fossett se nourrit seulement de milk-shakes allégés et d'eau. Il ne dort quasiment pas si ce n'est quelques assoupissements d'une à trois minutes. L'appareil survole ensuite le massif de l'Atlas, la Libye, l'Arabie saoudite, l'Inde, la Chine, le Japon. La perte de carburant étant conséquente, l'ingénieur en chef et son équipe sont alors peu confiants dans les chances de succès de l'entreprise, prévoyant que sans vent favorable l'appareil serait obligé d'atterrir à Hawaï. Fort heureusement les courants-jets soufflant en vent arrière à 240 km/h dans l'Est du Pacifique aident l'appareil à économiser du carburant dans la dernière partie du trajet. Et finalement, après un dernier problème — un peu de liquide hydraulique a gelé durant le trajet bloquant la descente du train d'atterrissage avant, — Fossett revient se poser à Salina le 3 mars 2005 à 13 h 50, après avoir parcouru 36 800 km en 67 heures 2 minutes et 38 secondes,.
Il devient ainsi détenteur du record absolu de vitesse autour du monde sans escale ni ravitaillement, avec une vitesse moyenne de 550,78 km/h, et bat aussi le record du monde de distance sans escale ni ravitaillement et celui de distance en circuit fermé.

## Plus grande distance parcourue en avion

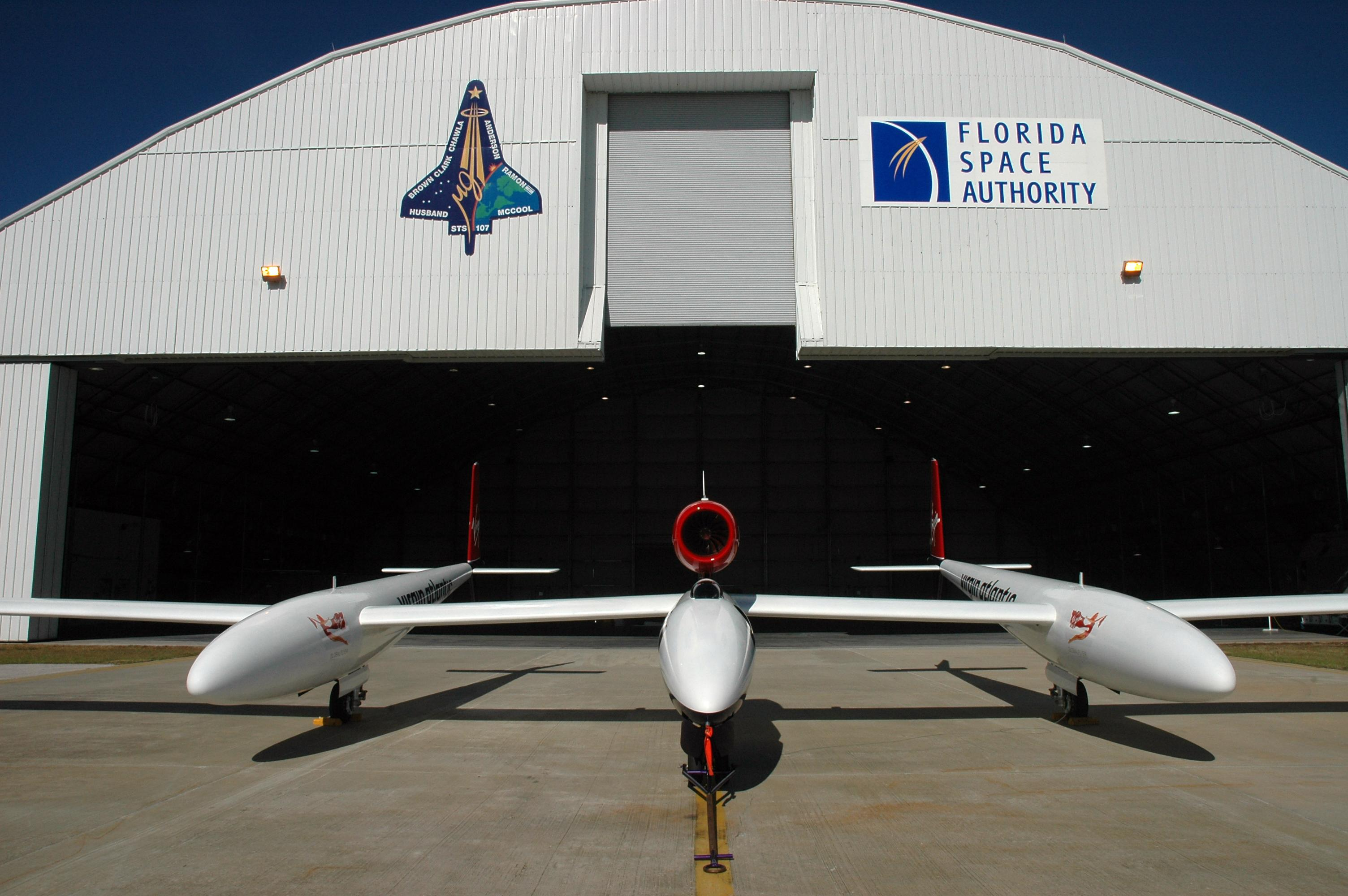
Le GlobalFlyer devant son hangar au Centre spatial Kennedy.

Après avoir effectué le tour du monde sans escale, Steve Fossett décide de s'attaquer au record du monde de distance. La tentative est programmée au début de l'année 2006. Cependant, le 4 janvier, après avoir fait le plein sur l'aéroport de Salina pour un vol d'essai, le GlobalFlyer entre en collision avec un camion-citerne endommageant le saumon d'aile. Cet incident retarde de près d'un mois la tentative de record. Le 12 janvier, l'avion est convoyé de Salina au Centre spatial Kennedy, mais les conditions météorologiques s'étant détériorées le record n'est plus envisagé avant le 31 janvier. Le 25, les conditions étant censées s'améliorer entre le 31 et le 2 février, les préparatifs reprennent pour être de nouveau stoppés le 28 jusqu'au 6 février à cause de la fermeture des bureaux du gouvernement chinois pour le Nouvel An chinois, ceux-ci ayant fermé sans avoir signé l'autorisation de survol du territoire. Le 7 février 2006, alors que les derniers préparatifs sont en cours sur la piste du Centre spatial Kennedy, une fuite sur l'un des réservoirs de carburant est détectée retardant encore d'une journée la tentative de record. Cette fuite n'a pu être détectée avant car le système n'a jamais été testé avec le plein complet de carburant, depuis que le réservoir a été changé après la perte de 1 406 kg de carburant lors du record de l'année précédente.
Finalement le GlobalFlyer décolle le 8 février 2006, à 7 h 22 (UTC-6), à seulement 610 m du bout de piste, pour sa tentative de record de distance. Fossett part en direction de l'est, survolant d'abord l'Atlantique, puis le Sahara occidental, l'Algérie, la Libye, l'Égypte, l'Arabie saoudite, les Émirats arabes unis, l'Inde, la Birmanie, la Wuhan (Chine), Tokyo, l'océan Pacifique, avant d'atteindre les États-Unis au sud de Los Angeles, de survoler le Texas, la Floride puis de retraverser l'Atlantique en suivant le Gulf Stream et d'arriver enfin au-dessus de l'Irlande pour se poser le 11 février 2006 à 18 h 07 (UTC+0) après 76 heures et 45 minutes de vol sur l'aéroport international de Bornemouth.
Il a ainsi parcouru 41 467,53 km, devenant détenteur de 3 records du monde en avion validés par la Fédération aéronautique internationale, dont celui du record absolu de distance. Il bat ainsi le précédent record, datant du 23 décembre 1986, détenu par Dick Rutan (le frère de Burt Rutan) et Jeana Yeager qui avaient parcouru 40 212,14 km sur un Rutan Voyager. Il bat aussi le record établi par Bertrand Piccard et Brian Jones en 1999 à bord du ballon stratosphérique Breitling Orbiter 3 qui avaient parcouru 40 814 km.
Comme pour le premier record, le trajet n'est pas sans incidents. Ainsi dès le décollage, l'appareil entre en collision avec deux oiseaux de la taille d'un pigeon qui heurtent le bord d'attaque de l'aile et le carénage des réservoirs gauches sans provoquer de dommages. Ensuite, durant les quatre premières heures de vol, l'appareil perd 340 kg de carburant probablement à cause d'une valve de sécurité, chargée de libérer les vapeurs de carburant en cas de surpression, réduisant ainsi l'autonomie de l'appareil, d'autant que les courants-jets au-dessus de l'Inde et de l'Atlantique ne sont pas aussi puissants qu'espérés. En outre, durant les huit heures qui suivent le décollage, un défaut du système d'air conditionné du cockpit a fait osciller la température entre 40 et 54 °C.

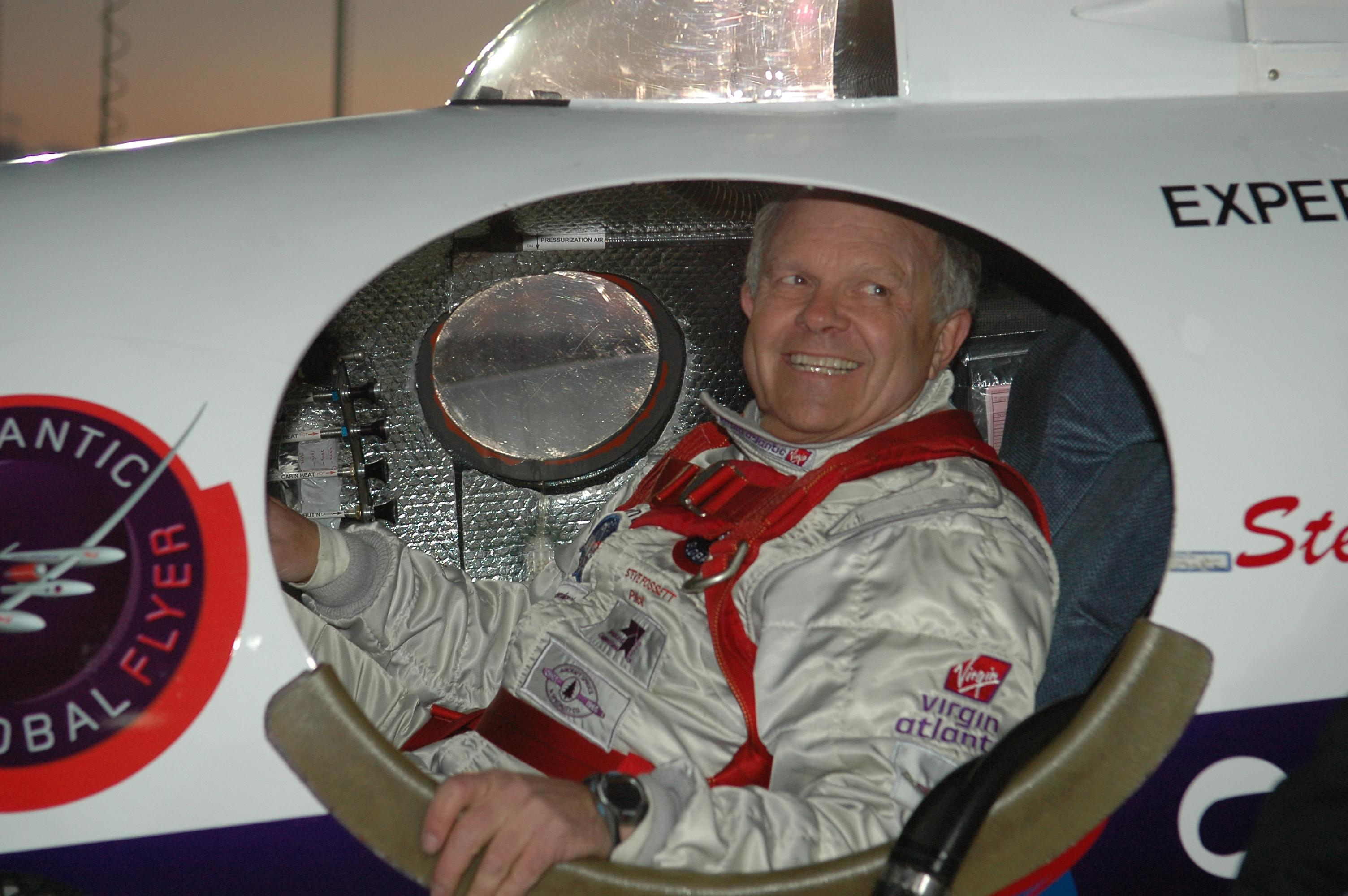
Steve Fossett dans le cockpit du GlobalFlyer.

Et pour finir, 45 minutes avant d'arriver sur l'aéroport international du Kent, sa destination initiale, une panne du système électrique que Fossett ne peut relancer, l'oblige à éteindre un certain nombre de systèmes tels que les écrans des instruments de vol électriques, le chauffage, les feux de navigation et le système Iridium, afin d'économiser les batteries, celles-ci ne fournissant de l'énergie que pour 30 minutes. Il est contraint de se dérouter sur l'aéroport international de Bornemouth, où il doit se poser en n'ayant qu'une visibilité réduite à cause de la glace accumulée sur le pare-brise. L'atterrissage est violent, provoquant l'éclatement de deux pneus, heureusement sans dommage pour le pilote et l'appareil, mais celui-ci doit tout de même être tracté en dehors de la piste. La panne électrique a pu être causée par des fibres de carbone retrouvées près des connecteurs qui auraient ainsi causé un arc électrique.

## Plus grande distance parcourue en circuit fermé
Un mois plus tard environ, Fossett décolle, une dernière fois, pour un vol solo à bord du Virgin Atlantic GlobalFlyer. Il s'attaque alors au record du monde de distance en circuit fermé. En effet, la tentative du mois précédent, bien que surpassant le record jusque-là détenu par Dirk Rutan, ne peut pas concourir pour cette catégorie. Pour qu'un vol soit considéré en circuit fermé, il faut que l'appareil décolle et atterrisse au même endroit.
Le 14 mars 2006 à 6h38 (UTC-6), l'appareil prend une nouvelle fois son envol à partir de la piste de Salina au Kansas. Il survole tout d'abord Terre-Neuve, puis l'océan Atlantique, l'Europe de l'Ouest, l'Afrique, l'Inde, la Chine, le Japon, l'océan Pacifique avant de rejoindre les États-Unis en survolant la Californie. Il atterrit le 17 mars à 9 h 06 (UTC-6) sur la piste de Salina après 74 h 26 min 26 s de vol. Il établit ainsi deux nouveaux records, dont celui du record de distance en circuit fermé en parcourant 40 706,53 km.
Cette fois-ci le seul problème que rencontre Fossett est le non-fonctionnement de l'un de ses freins, ce qui le contraint à parcourir toute la longueur de la piste à l'atterrissage.

## Statut

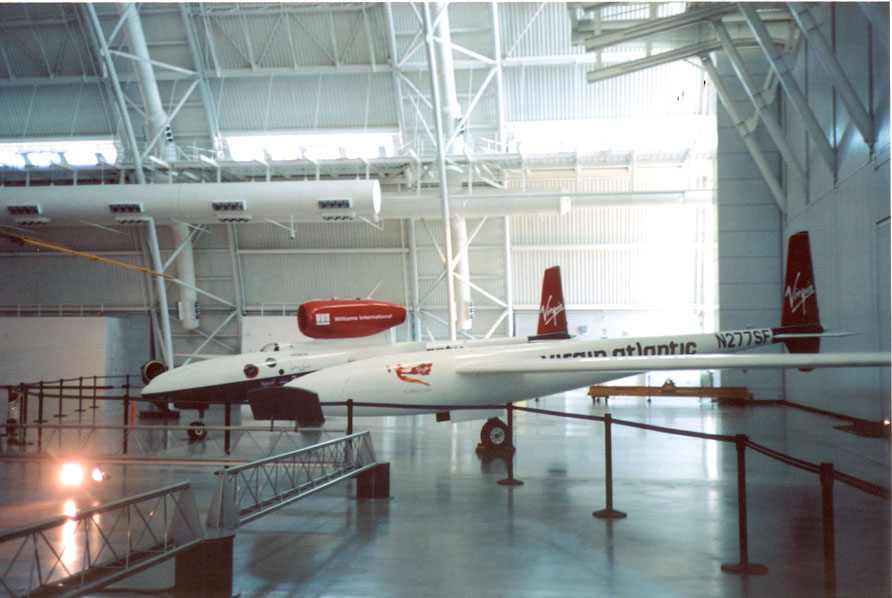
Le GlobalFlyer exposé au Steven F. Udvar-Hazy Center.

Le GlobalFlyer est exposé au Steven F. Udvar-Hazy Center dépendant du National Air and Space Museum depuis le 26 juin 2006.
À ce jour, il est encore détenteur de sept records du monde :
| Date            | Intitulé du record | Record       |
| --------------- | --- | ------------ |
| 3 mars 2005     | Vitesse autour du monde sans escales ni ravitaillement, catégorie avion basé à terre propulsé par réacteur.                                               | 550,78 km/h  |
| 3 mars 2005     | Vitesse autour du monde sans escales ni ravitaillement, catégorie avion basé à terre propulsé par réacteur d'une masse comprise entre 9 000 et 12 000 kg. | 550,78 km/h  |
| 11 février 2006 | Distance absolue. | 41 467,53 km |
| 11 février 2006 | Distance, catégorie avion basé à terre propulsé par réacteur.                                                                                             | 41 467,53 km |
| 11 février 2006 | Distance, catégorie avion basé à terre propulsé par réacteur d'une masse comprise entre 9 000 et 12 000 kg.                                               | 41 467,53 km |
| 17 mars 2006    | Distance en circuit fermé, catégorie avion basé à terre propulsé par réacteur.                                                                            | 40 706,53 km |
| 17 mars 2006    | Distance en circuit fermé, catégorie avion basé à terre propulsé par réacteur d'une masse comprise entre 9 000 et 12 000 kg.                              | 40 706,53 km |

## Sources